# Podhorní Újezd a Vojice
Podhorní Újezd a Vojice (bis 1991 Podhorní Újezd) ist eine Gemeinde in Tschechien. Sie liegt 13 Kilometer südöstlich von Jičín und gehört zum Okres Jičín.

## Geographie

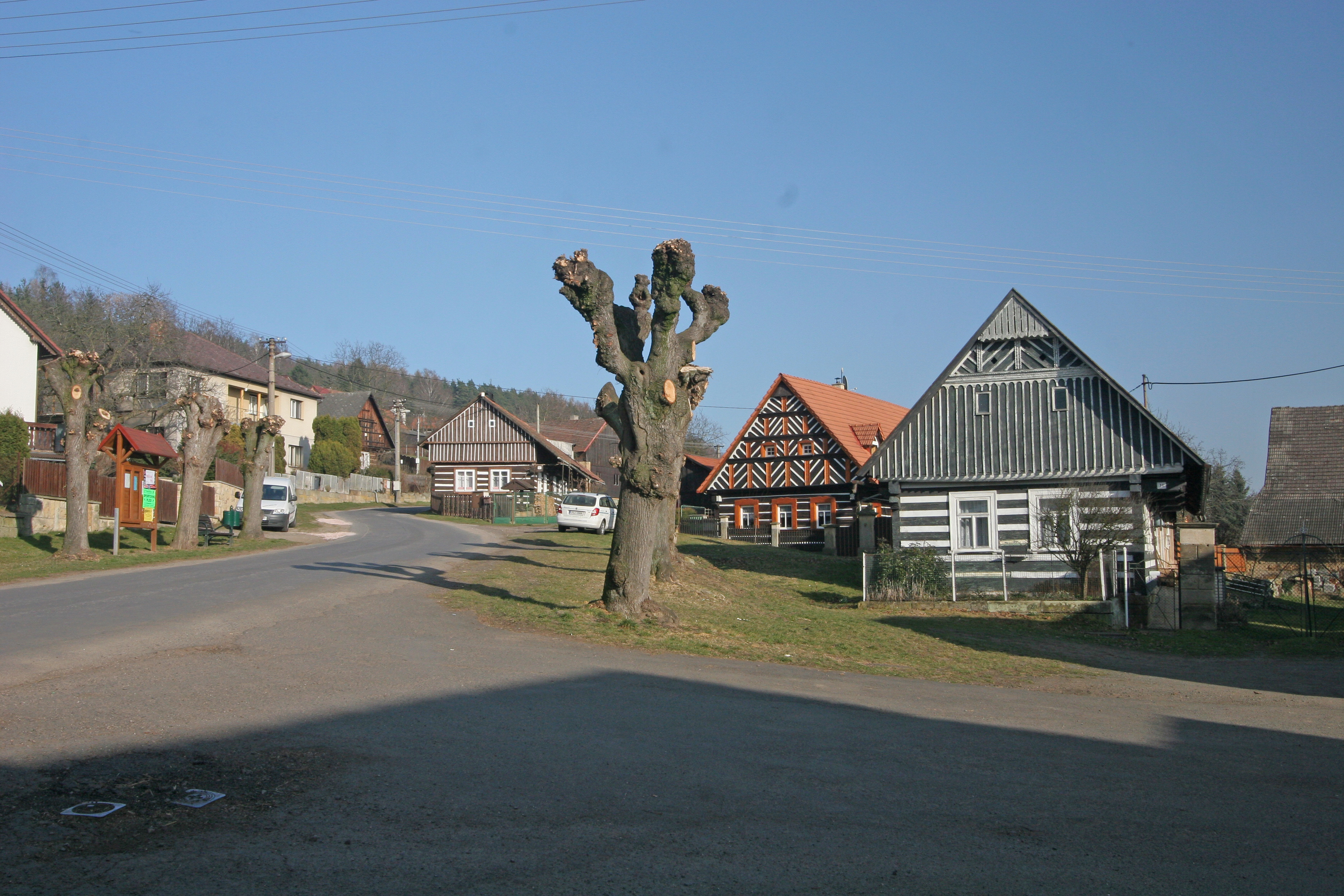
Ortsteil Vojice

Podhorní Újezd a Vojice befindet sich linksseitig des Baches Bukovka am Fuße des Horschitzer Sandsteinrückens. Nordwestlich erhebt sich die Hůra (389 m), im Norden der Maxinec (450 m) und im Nordosten der Chlum (449 m). Östlich des Dorfes liegt das Durchbruchstal des Flusses Javorka durch den Höhenzug des Mlázovický Chlum. Bei Podhorní Újezd befinden sich im Mlázovický Chlum zahlreiche Steinbrüche.
Durch den Ort führt die Europastraße 442 / Staatsstraße 35 zwischen Hradec Králové und Jičín. Einen Kilometer südlich verläuft die Eisenbahnverbindung zwischen diesen Städten, an der die Bahnstation Vojice gelegen ist.
Nachbarorte sind Mlázovice im Norden, Šárovcova Lhota, Mezihoří und Libín im Nordosten, Dolní Mezihoří und Chloumky im Osten, Holovousy und Ostroměř im Südosten, Sobčice, Kabáty und Chomutice im Süden, Třtěnice im Südwesten, Kovač im Westen sowie Konecchlumí im Nordwesten.

## Geschichte

### Vojice
Die erste urkundliche Erwähnung von Vojice erfolgte 1357 als Sitz des Vladiken Zdeněk von Vojice. 1515 erwarb ein Jan Vojický von Nová Ves die Feste Vojice. Bis ins 17. Jahrhundert wechselten sich die Besitzer ab und die Feste erlosch. Nach der Schlacht am Weißen Berg kaufte Albrecht von Waldstein 1624 Vojice.
Zu den nachfolgenden Besitzern gehörte ab 1718 das Kloster der Kartäuser in Valdice. Nach der Säkularisation des Klosters im Zuge der Josephinischen Reformen ging die Herrschaft Valdice in kaiserlichen Besitz über. Der Hof Vojice wurde parzelliert und 20 Siedler gründeten die Ansiedlung Kabáty.
Nach der Aufhebung der Patrimonialherrschaften wurde Vojice 1850 zu einer Gemeinde im Bezirk Hradec Králové, zu der die Ortsteile Podhorní Oujezd und Kabáty gehörten. Bis ins 19. Jahrhundert war Vojice ein landwirtschaftlich geprägtes Dorf, in dem durch die günstige Lage am Südhang des Mlázovický Chlum vor allem Obstbau betrieben wurde. Insbesondere seine Kirschplantagen machten Vojice bekannt.
Podhorní Oujezd wurde 1880 selbstständig. 1897 war Vojice eines der ersten Dörfer Böhmens, in denen Jan Hus ein Denkmal gesetzt wurde. Zwei Jahre später eröffnete in dem Ort eine weiterführende Handwerks- und Gewerbeschule für sandsteinverarbeitende Betriebe. Ab 1900 gehörte das Dorf zum Bezirk Nová Paka und ab den 1930er Jahren zum Okres Hořice. Im Zuge der Reform des Gewerbeschulwesens wurde die Handwerks- und Gewerbeschule Vojice 1932 aufgelöst.
Bei der Gebietsreform vom 1960 wurde Vojice zum 1. Januar 1961 nach Podhorní Újezd eingemeindet und kam gleichzeitig zum Okres Jičín.

### Podhorní Újezd
Die erste schriftliche Erwähnung des Dorfes erfolgte 1408. Podhorny Ougezd war wie das nordwestliche gelegene Vojice ein Dorf von Obst- und Gemüsebauern.
Um 1800 eröffnete Graf Trauttmansdorff am Fuße des Maxinec den herrschaftlichen Sandsteinbruch. Im Laufe des 19. Jahrhunderts kamen weitere Brüche hinzu, 1860 gab es in dem Dorf bereits 17 Steinbruchbetriebe. Nach der Aufhebung der Patrimonialherrschaften bildete Podhorní Oujezd ab 1850 einen Ortsteil der Gemeinde Vojice im Bezirk Hradec Králové. Der Wandel des Dorfes zu einem Zentrum der Steinbrecher und Steinmetzen führte 1880 zur Selbstständigkeit als Gemeinde. 1882 beschäftigte die Steinindustrie 200 Arbeiter. Horschitzer Sandstein aus Podhorní Újezd wurde für den Bau des Nationaltheaters, des Kaiser Franz Joseph-Bahnhofes und des Veitsdomes in Prag verwendet, ebenso für zahlreiche Bauten in Budapest und Wien. Er spielt noch heute eine bedeutende Rolle in der tschechischen Denkmalpflege und Architektur.
Ab 1900 gehörte Podhorný Újezd zum Bezirk Nová Paka.
Anlässlich der Gewerbe- und Kunstausstellung von 1903 in Horschitz schuf ein Konsortium von Steinmetzmeistern aus Podhorní Újezd den zwölf Meter hohen und 32 Tonnen schweren Rieger-Obelisken, der dort auf dem Hügel Gotthard aufgestellt wurde. Die Beschäftigtenzahl der 23 Steinbruch- und Steinmetzbetriebe von Podhorní Újezd, die auch eine eigene Krankenkasse unterhielten, belief sich während der Zeit von 1906 bis 1910 auf 300 bis 600. In den 1930er Jahren kam das Dorf zum Okres Hořice. Im Zuge der Gebietsreform von 1960 kam die Gemeinde am 1. Januar 1961 zum Okres Jičín. Gleichzeitig erfolgte die Eingemeindung von Vojice. Am 1. Februar 1991 änderte die Gemeinde den Namen Podhorní Újezd in Podhorní Újezd a Vojice.

## Gemeindegliederung
Die Gemeinde Podhorní Újezd a Vojice besteht aus den Ortsteilen Podhorní Újezd (Podhorn Aujest) und Vojice (Wojitz) sowie der Ansiedlung Kabáty.

## Sehenswürdigkeiten
- Denkmal für Jan Hus in Vojice, gefertigt 1897 in den Steinbrüchen von Podhorní Újezd
- Friedhof in Vojice mit zahlreichen kunstvollen Grabmalen aus Sandstein
- Geburtshaus des Bildhauers Alois Khun, kunstvoller Sandsteinbau
- Statue des Hl. Johannes von Nepomuk
- Kapelle in Vojice
- Steinbrüche

## Persönlichkeiten
- Ladislav Jan Kofránek (1880–1954), Maler und Bildhauer, geboren in Vojice